# O-Yama-Tsu-mi
O-Yama-Tsu-mi je vrhovni japanski bog planina. Kao i mnoga druga japanska božanstva, kamiji, rođen je (nastao) na neobičan način:
Kad je Izanami rađala posljednjeg sina, boga vatre Kasutsuchi-no-kamija, toliko je opekla svoj spolni organ da je iščeznula u Yomi, podzemni svijet i zemlju mrtvih. Jadikujući i plačući, Izanagi pokopa svoju voljenu ženu u planini Hiba na granici provincije Izumo. Potom izvuče dugački mač i odrubi glavu djetetu koje je uzrokovalo njezinu smrt. Pet planina bogova postale su kada je Izanagi sasjekao boga vatre u komadiće, a među njima je glavni bog planina O-Yama-Tsu-mi.